# 程京
程京（1963年7月14日—），男，安徽安庆人，生于北京，中国医学生物物理学家，中国民主建国会会员，第十二届全国人民代表大会北京地区代表。现任清华大学医学院生物医学工程学院及医学系统生物学研究中心教授、博导。

## 生平
1963年生于北京，原籍安徽安庆，毕业于英国斯特拉斯克莱德大学司法生物学专业。2009年当选中国工程院医药卫生学部院士。2013年，被选为全国人大代表。2018年2月24日，当选为第十三届全国人大代表。2023年3月，以2774票赞成、142票反对、23票弃权当选第十四届全国人大常委会委员。